# John Aubrey
John Aubrey (Easton Piery, Wiltshire, 1626. március 12. – Oxford, 1697. június 7.) angol író és régiségkutató. Főként kortársairól írt időnként csípős életrajzairól ismert. Kutatásai alapján őróla nevezték el a Stonehenge-i külső körön levő Aubrey-gödröket (Aubrey Hole).

## Életrajza
Az oxfordi Trinity College diákja volt, majd Londonban, a Middle Temple-ben jogot tanult. Érdeklődése a régi korok iránt hamar megmutatkozott, ő hívta fel a figyelmet a wiltshire-i Avebury-ben található prehisztorikus kövekre. Nevéhez fűződik a Stonehenge külső, 56 gödörből álló, úgynevezett Abrey-gödrök (Aubrey Hole) felfedezése.
Irodalmi és tudományos érdeklődése miatt 1663-ban a Royal Society (a tudományos akadémia) tagjává választották.
Sokat utazott Angliában és Európában. Magánélete zűrzavaros, különböző bírósági és szerelmi ügyekbe, perekbe bonyolódott – melyektől csak birtokai maradékának eladásával (1670) tudott megszabadulni.
1667-ben Aubrey a történelemmel és a régi korok emlékeivel foglalkozó Anthony Wood-dal ismerkedett meg, és elkezdett anyagot gyűjteni a Wood előkészítésében folyó Athenae Oxonienses című, az oxfordi írókról és papokról készülő hatalmas életrajzi lexikonhoz. A régiségeket továbbra is gyűjtötte.

## Művei
- Miscellanies (Vegyes írások; 1696), egyetlen, életében megjelent műve
- The Natural History and Antiquities of Surre (Surrey grófság természetrajza és régiségei; 1719)
- The Natural History of Wiltshire (Wiltshire természetrajza; 1847)
- Lives of Eminent Men (Kiváló férfiak élete; 1813), életrajzok
- Életrajzi kéziratainak teljes kiadása 1898-ban került sor
- A kétkötetes Brief Lives (Rövid életrajzok)

Aubrey írásai nem szokványos életrajzok, sokszor csak megfigyelésen és szóbeszéden alapulnak. De a későbbi generációk ma is örömüket lelik a festőien és intim részletekkel megrajzolt jellemképekben. Aubrey művein áttűnik a bohém szerző alakja.